# Thomas no Shinzō
Thomas no Shinzō (トーマの心臓 Tōma no Shinzō?,  El corazón de Thomas) es una serie de manga escrita e ilustrada por Mōto Hagio. Fue publicada por primera vez en la revista Shōjo Comic de Shōgakukan en 1974. En 1988, la obra recibió una adaptación a película de acción real titulada Summer Vacation 1999, así como también a una obra de teatro. En septiembre de 2011, Fantagraphics Books anunció que había licenciado la serie para su publicación en Estados Unidos. Los tres volúmenes fueron publicados en enero de 2013.

## Argumento
La historia esta ambientada en un internado masculino de Alemania a finales del siglo XX. Durante las vacaciones de verano, un muchacho llamado Thomas se suicida, dejando únicamente una carta dirigida a Julusmole "Juli" Bayhan, hacia quien Thomas tenía un amor no correspondido. Poco después es transferido al instituto un estudiante llamado Eric que es idéntico a Thomas.

## Personajes
Thomas Werner (トーマ・ヴェルナー Tōma Verunā?)
Thomas es un muchacho de trece años que se suicida al comienzo de la historia dejando únicamente una carta para Juli.
Julusmole Bayhan (ユリスモール・バイハン Yurisumōru Baihan?)
Julusmole, apodado Juli, es el senpai de Thomas y el principal interés amoroso de este último. Más adelante, se revela que Juli también amaba a Thomas, pero tras ser abusado sexualmente por un alumno mayor se vio indigno de recibir amor y rechazó sus sentimientos.
Oscar Reiser (オスカー・ライザー Osukā Raizā?)
Es un compañero de clases de Juli. Pese a actuar como un delincuente, en realidad tiene un fuerte sentido de responsabilidad hacia los demás. Es uno de los pocos que sabe sobre el pasado de Juli.
Eric Fruehling (エーリク・フリューリンク Ēriku Furyūrinku?)
Es un estudiante transferido a la escuela que luce igual a Thomas.